# Movimenti liberali nell'islam
I movimenti liberali nell'islam sono sorti a partire dal XIX secolo, proponendo una pratica della religione basata sull'interpretazione (in arabo الإسلام الاجتهادي‎?). Alcuni autori, però, preferiscono considerare il progressismo e il liberismo islamici come promossi da due distinti principi e movimenti.
Quale che sia la realtà, entrambi hanno in comune una visione della religione che si fonda principalmente sull'ijtihad, ovvero su un'interpretazione autentica delle sacre Scritture.
I musulmani liberali, infatti, non necessariamente sono d'accordo con le interpretazioni tradizionali del Corano e degli ḥadīth e affermano di voler recuperare i principi che guidavano le prime comunità musulmane e il significato etico e pluralistico del testo sacro coranico.
Questo movimento riformista usa il monoteismo (tawhid) "come un principio organizzativo per la società umana e la base della conoscenza religiosa, della storia, della metafisica, dell'estetica e dell'etica, come pure dell'ordine sociale, economico e mondiale."
Una delle ultime organizzazioni è "Muslims for Progressive Values", associazione fondata da Ani Zonneveld nota soprattutto per il suo decalogo di principi. Altre realtà importanti sono l'"International Congress on Islamic Feminism" e i "Musulman-es Progressistes de France".
Molti appartenenti ai movimenti liberali nell'islam sostengono la democrazia (democrazia islamica, esistente nel sunnismo in Tunisia, Turchia, Pakistan, Bangladesh, Niger, Malaysia, Senegal, Mauritania, Indonesia, Bahrein, Giordania, Kuwait, Marocco, Kosovo, nello sciismo in Iraq e con altre confessioni islamiche o di altre religioni in Albania, Libano, Bosnia ed Erzegovina) come sistema di governo. Per il fatto di aver fatto ricorso a una consultazione in una shura, i movimenti liberali nell'islam sostengono che il califfato dei Rashidun fosse un precursore della democrazia islamica. Per questo sostengono che il segretario generale dell'Organizzazione della cooperazione islamica debba essere eletto, o almeno il segretario dell'Unione parlamentare degli Stati membri della OIC e che la sua sede sia spostata dall'Iran a uno stato effettivamente democratico come l'Indonesia o l'Iraq, per esempio.
Tra i movimenti islamici sunniti che hanno proposto linee interpretative del Corano vi sono oggi il movimento dei coranisti, dei movimenti liberali nell'islam e, per quanto poco noto, dai salafiti (vedi Riformismo islamico).

## Riformisti, non scismatici
Questi movimenti puntano a riformare l'Islam dall'interno e, per questo, non si considerano scismatici, anche perché credono nei dogmi fondamentali dell'Islam (Sei articoli di fede e i Cinque pilastri dell'Islam). Affermano, inoltre, che il loro approccio all'Islam è pienamente compatibile con i suoi insegnamenti, differenziandosi dalle visioni più conservatrici solo su come adattare i valori islamici alla vita moderna.
In particolare, propugnano una interpretazione individuale ed etica delle scritture piuttosto che una sua interpretazione letterale, oppure interpretano letteralmente ma in altro modo rispetto ad altri. Da questo punto di vista si pongono in qualche misura nella scia del misticismo islamico sufista.

## Orientamenti fondamentali
Gli orientamenti più accettati tra i movimenti liberali islamici sono:
- autonomia dell'individuo nell'interpretazione del Corano e del ḥadīth
- riesame critico e alternativo ai testi religiosi e alla tradizione islamica
- assoluta parità sessuale, anche nelle preghiere rituali
- una visione più aperta sulla cultura moderna in rapporto ai costumi sociali e la moda
- accanto all'Ijtihad (sforzo interpretativo delle scritture), chiedono di usare anche il concetto di fitrah (sentimento naturale di giusto o sbagliato).

## Coranisti
I musulmani che si riconoscono solo nel Corano hanno opinioni critiche sul ḥadīth (per questo sono anche chiamati anti-ḥadīth) che non accettano come fonte autentica e/o affidabile per la loro fede. Propongono in generale il primato del Corano e in alcuni casi rifiutano in toto i ḥadīth. Diminuendo l'importanza del ḥadīth, si apre la possibilità di rileggere i versi coranici in senso più liberale. Per questo sono criticati dai più che invece credono che proprio il ḥadīth conservi l'essenza più pura del testo coranico.

## Problematiche e Controversie
Nel corso del XIX e XX secolo, sviluppandosi in società sempre più moderne e con grandi prospettive, i musulmani liberali hanno cercato di reinterpretare molti aspetti della loro religione.
Questo è stato vero soprattutto per chi viveva in paesi non musulmani.
In generale si qualificano come liberali, progressisti o riformisti, termini che però non sottendono le agende delle corrispondenti categorie politiche occidentali, ma la sola opposizione a diversi aspetti conservatrici delle società islamiche e alle interpretazioni tradizionali dell'Islam.
Sebbene non vi sia un pieno consenso, i musulmani liberali sono generalmente concordi sui seguenti punti:

### Ijtihad (interpretazione delle scritture)
- spesso non condividono le interpretazioni conservatrici del Corano, preferendo rileggerlo in modo più accettabile per la società moderna (vedi ijtihad). In molti, inoltre, rifiutano la formulazione di leggi islamiche a partire da singoli versetti del Corano (prassi ormai consolidata da secoli). A tal proposito affermano che una visione olistica del contesto culturale arabo nel VII secolo neghi tali interpretazioni letterali.
- a causa delle differenze relative ai temi familiari e legali tra Corano e ḥadīth, mettono in dubbio affidabilità ed applicabilità sia della letteratura di ḥadīth sia delle leggi islamiche tradizionali da essa dedotta e che non trovano riscontro diretto nel Corano stesso.

### Diritti umani
- credono che l'Islam promuova la nozione di assoluta eguaglianza di tutta l'umanità e che questo sia uno dei suoi insegnamenti fondamentali. La questione dei Diritti umani è, perciò, una delle loro preoccupazioni principali. Denunciano, inoltre, che sebbene molti paesi a maggioranza musulmana abbiano aderito ai trattati sui diritti umani, la cosa ha avuto scarso effetto sui loro sistemi legali.

### Condizione della donna
- Il quarto califfo ʿAlī b. Abī Ṭālib, sospettato da alcuni di essere il mandante dell'uccisione di ʿUthmān, il terzo califfo, si scontrò nel 656 con Aisha, moglie del Profeta Maometto, e sconfisse il movimento di opposizione da lei organizzato nella battaglia del Cammello (da notare che i musulmani della fazione di Aisha non avevano alcun problema ad avere un capo una donna).

- La Condizione della donna nell'Islam, il tradizionale ruolo dei sessi nell'Islam e il femminismo islamico sono altri temi aperti rispetto ai quali i musulmani liberali sono spesso critici verso le interpretazioni tradizionali delle leggi islamiche che consentono, ad es., la poligamia per gli uomini ma non la poliandria per le donne, che favoriscono i figli maschi rispetto alle femmine nel diritto di successione.
- Ammettono la possibilità per una donna di assumere un ruolo politico pubblico e anche di guidare lo Stato e si oppongono alla loro segregazione dagli uomini sia nella società sia nelle moschee (si pensi alla figura di Benazir Bhutto, eletta in Pakistan, paese sunnita, primo ministro nel 1988, Sheikh Hasina eletta primo ministro del sunnita Bangladesh nel 2009 e prima ad Aisha alla Battaglia del cammello nel 656 dC).
- Accettano che una donna possa guidare gruppi di preghiera misti, nonostante la tradizione imponga alle donne di pregare in uno spazio separato o dietro agli uomini. Questa posizione è però controversa (vedi donne come imam).
- Alcuni si oppongono anche all'obbligo per le donne di indossare l'hijab, affermando che un abito austero è già sufficientemente islamico tanto per gli uomini quanto per le donne. Altri, invece, sono favorevoli al hijab perché, de-sessualizzando la donna, la aiuterebbe a essere trattata più come persona che come oggetto. Alcune femministe, inoltre, accettano indossare lo hijab per sottolineare che sono allo stesso tempo musulmane e femministe.[senza fonte]

### Secolarismo
- alcuni sono favorevoli al modello proposto dalle moderne democrazie secolariste occidentali che prevede la separazione tra Stato e Chiesa e così si oppongono all'Islam come movimento politico
- molti mettono in dubbio la correttezza e applicabilità delle leggi islamiche perché (rifacendosi in questo al mutazilismo) credono che il Corano sia stato ispirato da Dio rivolgendosi specificatamente alle prime comunità musulmane, per questo suggeriscono la necessità di utilizzare la ragione per applicare gli insegnamenti coranici alle nuove situazioni.

### Tolleranza e non violenza
- la tolleranza è un altro tema caro ai liberali musulmani che sono solitamente più aperti di altri loro correligionari al dialogo interreligioso ed alla risoluzione dei conflitti con ebraismo, Cristianesimo, hindu, oltre che tra le stesse minoranze islamiche.
- sono più portati a considerare il jihād come una "lotta spirituale interna" piuttosto che come una "lotta armata". Tra loro, inoltre, l'idea della non violenza è prevalente confortati anche da alcuni versetti coranici come: "l'autorizzazione a combattere è data solo agli oppressi... che sono stati allontanati dalle loro case per aver detto: 'Dio è il nostro Signore'" (22:39)

### Fiducia negli studi secolari
- sono scettici verso l'islamizzazione della conoscenza (cioè un approccio islamico alla finanza, alla scienza, alla storia e alla filosofia) come un campo di ricerca autonomo. Questo è spesso dovuto alla prospettiva storica dei liberali che li avvicina maggiormente alle scuole secolari tout court. Alcuni di loro vedono nel suo sviluppo una mossa propagandista dei musulmani conservatori che vogliono proporre l'Islam come una dottrina onnicomprensiva
- sono poco inclini a trattare i racconti coranici su Adamo, Noè, Abramo, Gesù e altri Profeti dell'Islam come episodi storici, interpretandoli in genere come istruttive storie morali (o mitologiche) per trasmettere il messaggio etico della loro religione. Accettano anche teorie scientifiche come l'evoluzione e preferiscono le deduzioni di storici e archeologi alla lettera delle scritture.

## Critiche all'islam liberale
Sia i musulmani moderati sia quelli tradizionalisti sono spesso critici verso i liberali perché questi promuovono, dal loro punto di vista, una forma blanda e non autentica dell'Islam, perciò assimilabile dalla cultura occidentale.
I critici dei liberali affermano, inoltre, che è anche possibile accogliere le rivendicazioni delle donne e le teorie scientifiche come l'evoluzionismo nell'ambito di una visione tradizionalista dell'Islam. C'è, inoltre, grande disaccordo su altri temi, come l'omosessualità, che i liberali sono disposti a tollerare ma i conservatori proibiscono. Tuttavia questi temi rimangono molto controversi anche tra gli stessi liberali (vedi Omosessualità e Islam).
A criticare i musulmani liberali, sono anche persone non-musulmane e anti-islamiche (vedi "Faith Freedom International"). Queste persone condannano apertamente la religione islamica e giudicano l'Islam Liberale una minoranza senza seguito, quindi poco credibile, a costoro i musulmani liberali oppongono l`esempio di personalità della democrazia islamica moderata attuale che hanno molto seguito come Joko Widodo, Fethullah Gülen e Mohammad Khatami e altre che nel passato sono state importanti nei rispettivi paesi (Muhammad Iqbal e Muhammad Ali Jinnah in Pakistan per esempio). Per quanto riguarda il liberalismo nei confronti delle donne musulmane si pensi alla figura di Benazir Bhutto, eletta in Pakistan, paese sunnita, primo ministro nel 1988, Sheikh Hasina eletta primo ministro del sunnita Bangladesh nel 2009, Megawati Sukarnoputri eletta presidente dell'Indonesia sunnita nel 2001, Tansu Çiller eletta primo ministro della sunnita Turchia nel 1993, e prima ad Aisha considerata capo di una fazione musulmana alla Battaglia del cammello (656 dC, da notare che i musulmani della fazione di Aisha non avevano alcun problema ad avere un capo donna).

## Teorici e attivisti
- Muhammad Iqbal
- Mohammad Khatami
- Mahmud Taleghani
- Shirin Ebadi
- Muhammad Abduh
- Sadiq Khan
- Jamal al-Din al-Afghani
- Muhammad Rashid Rida
- Malcolm X
- Khaled Abou El Fadl
- Fethullah Gülen
- Mehdi Bazargan
- Syed Ahmed Khan
- Muhammad Ali Jinnah
- Mohsen Kadivar
- Abul Kalam Azad
- Abdolkarim Soroush
- Mohammad Mojtahed Shabestari
- Ali Shariati
- Abdullahi Ahmed An-Na'im
- Farag Fōda
- Irshad Manji
- Hassen Chalghoumi
- Mahmoud Mohamed Taha
- Amina Wadud
- Amina Tyler
- Benazir Bhutto
- Sherin Khankan
- Kahina Bahloul